# Mosfora
Mosfora is een geslacht van hooiwagens uit de familie Epedanidae. De wetenschappelijke naam Mosfora is voor het eerst geldig gepubliceerd door Roewer in 1938. 

## Soorten
Mosfora is monotypisch en omvat slechts de volgende soort:
- Mosfora silvestrii